# António Egas Moniz

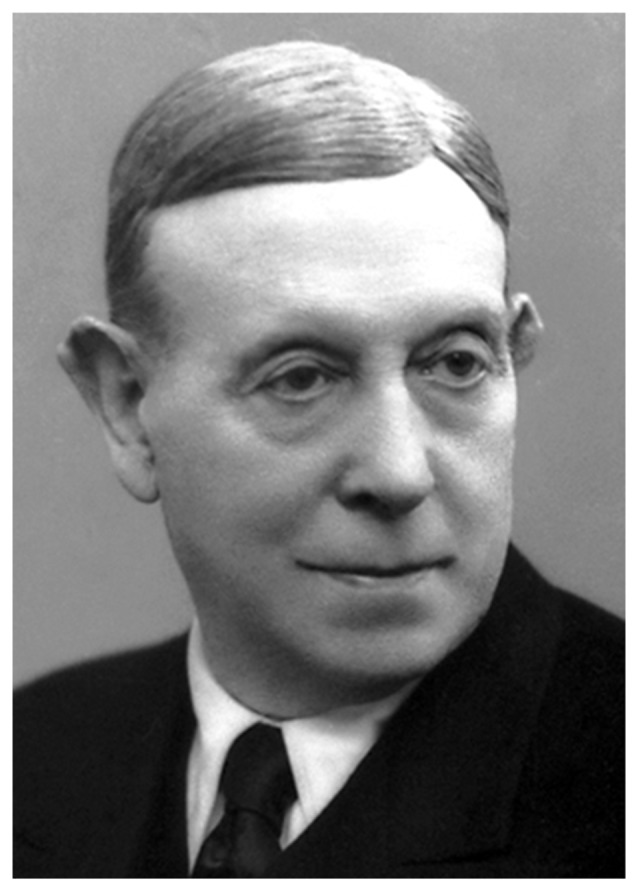
António Egas Moniz

António Caetano de Abreu Freire Egas Moniz, genannt auch Egas Moniz, geboren als António Caetano de Abreu Freire de Resende (* 29. November 1874 in Avanca/Kreis Estarreja; † 13. Dezember 1955 in Lissabon), war ein portugiesischer Neurologe und Politiker. Er stellte 1927 erstmals am Lebenden die Hirngefäße röntgenologisch nach Füllung mit einem Kontrastmittel dar, begann 1935/1936 mit Leukotomien (Gehirnoperationen zur Therapie psychischer Störungen), womit er die Psychochirurgie begründete, und erhielt 1949 zusammen mit Walter Rudolf Hess den Nobelpreis für Physiologie oder Medizin – Moniz „für die Entdeckung des therapeutischen Wertes der präfrontalen Leukotomie bei gewissen Psychosen“.

## Leben
António Caetono de Abreu, der später den Namen des portugiesischen Freiheitskämpfers Egas Moniz de Ribadouro annahm, studierte von 1894 bis 1899 an der Universität Coimbra Medizin, wo er 1901 promoviert wurde und sich 1902 mit einer Arbeit über die Physiologie bzw. Pathologie des Sexuallebens habilitierte.
Von 1909 bis 1944 war Moniz Professor an der Universität Lissabon. 1917 war er portugiesischer Botschafter in Spanien. Von 1918 bis 1919 war er portugiesischer Außenminister und leitete die portugiesische Delegation bei der Pariser Friedenskonferenz.
Er entwickelte nach zahlreichen tierexperimentellen Fehlschlägen von 1927/1928 die Angiografie (als Arteriografie) der Hirngefäße am lebenden Menschen. Dazu injizierte er Röntgenkontrastmittel über die Halsschlagader und 1931 auch über die Arteria axillaris in das Blut der Patienten, um dann das Gehirn zu „fotografieren“ und anhand der Bilder Tumoren zu finden. Im Jahr 1940 erschien im Springer-Verlag sein Buch Die cerebrale Arteriographie und Phlebographie. Auch die 1936 durch angiokardiografische Darstellung der rechten Herzkammer und der Lungenarterien (wie sie auch 1936 von Pierre Louis Jules Marie Ameuille praktiziert wurde) führten Moniz und seine Mitarbeiter ab 1931 durch.
Moniz war der Begründer der modernen Psychochirurgie und befreundet mit dem neurochirurgisch tätigen Nervenarzt Otfried Foerster. 1935 führte Moniz unter Mitwirkung von John Farquhar Fulton an einem Patienten mit unheilbarem Hirnschaden die erste (frontale) Lobotomie („Leukotomie“) durch. Dabei werden die Nervenbahnen in der vorderen Gehirnregion durchtrennt. In Anlehnung an die von David Ferrier durchgeführten Versuche mit Schimpansen (1876) und eigene Beobachtungen hatte Moniz gefolgert, dass Angstpsychosen, depressive und andere psychotische Zustände durch gezielte Ausschaltungen des Frontallappens beeinflusst werden können. Durch das umstrittene Verfahren konnten Kranke angeblich von ihren Wahnvorstellungen geheilt werden, jedoch konnte dadurch auch die Persönlichkeit irreparabel verändert werden. Einige betroffene Patienten wurden zu Pflegefällen und büßten ihre Intelligenz ein. Trotz mangelnder Erfahrungen in Chirurgie führte er derartige Eingriffe an (überwiegend weiblichen) Patienten ohne deren Zustimmung aus. Noch heute fordern deshalb Vereine, Moniz den Nobelpreis abzuerkennen.
Am 14. März 1939 wurde Moniz von einem seiner Patienten angeschossen und verwendete fortan einen Rollstuhl. Er starb 1955 im Alter von 81 Jahren auf dem Hof seiner Familie.

## Würdigung
Die auf Gesundheitswissenschaften fokussierte Egas Moniz School of Health & Science der genossenschaftlichen Universität Cooperativa de Ensino Superior Politécnico e Universitário (CESPU) in Portugal ist nach Moniz benannt.